# Licínio de Almeida
Licínio de Almeida este un oraș în statul Bahia (BA) din Brazilia.